# Möja

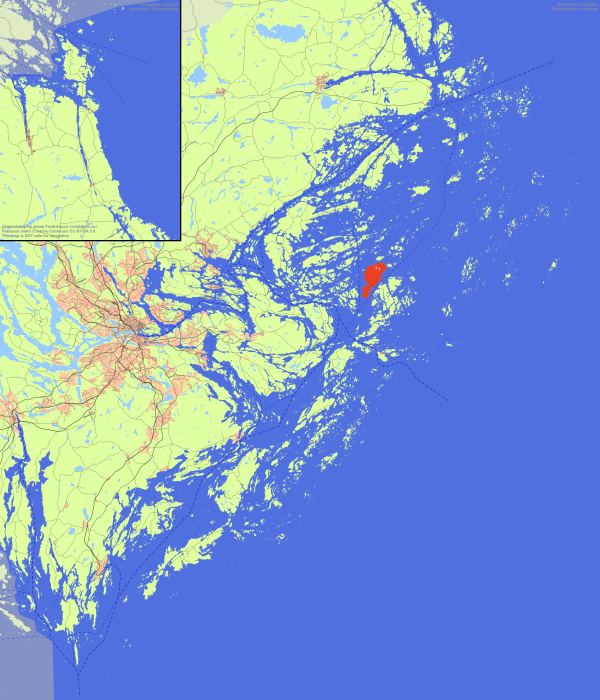
Möjas läge i Stockholms skärgård.

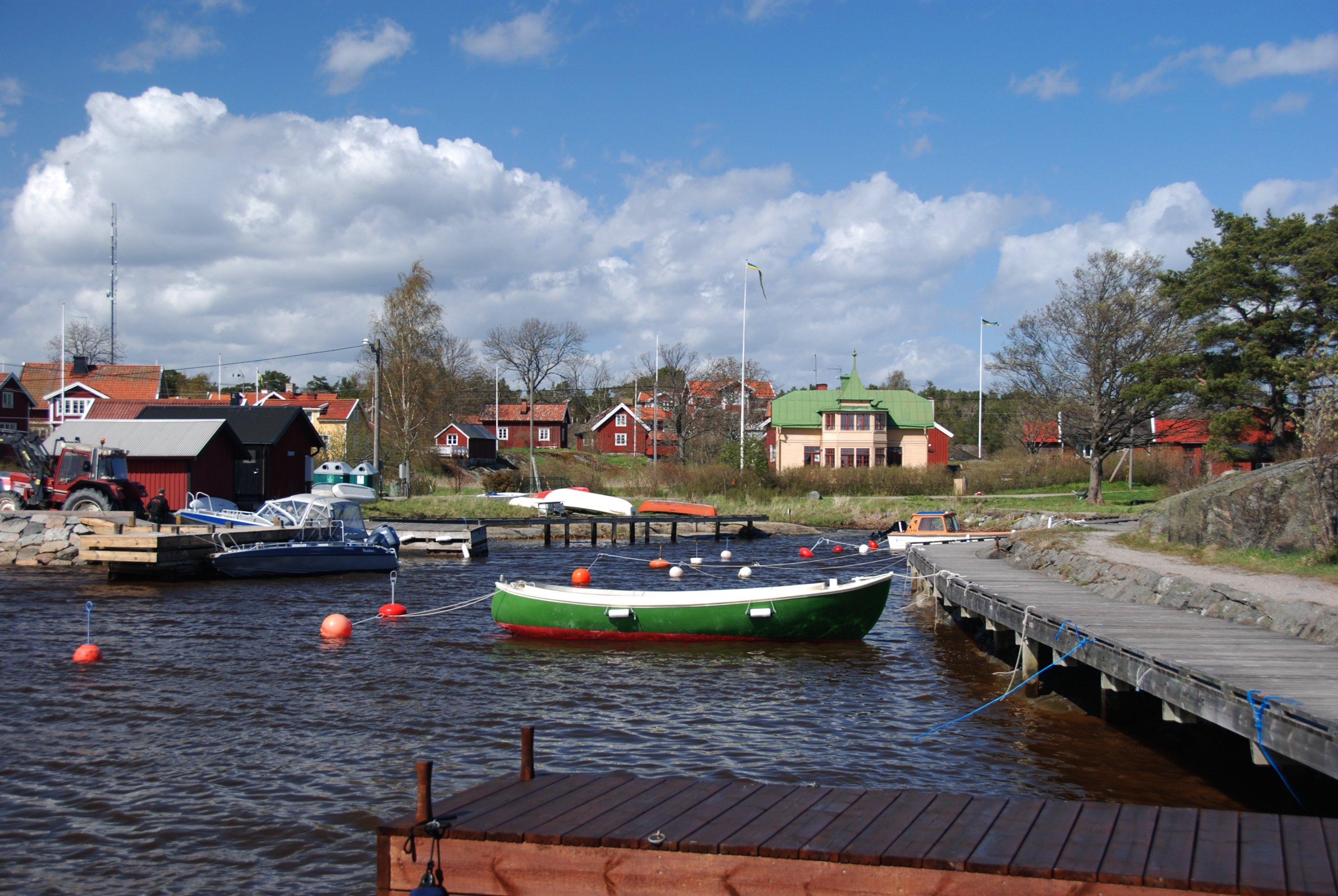
Hamnen vid Löka på Möja

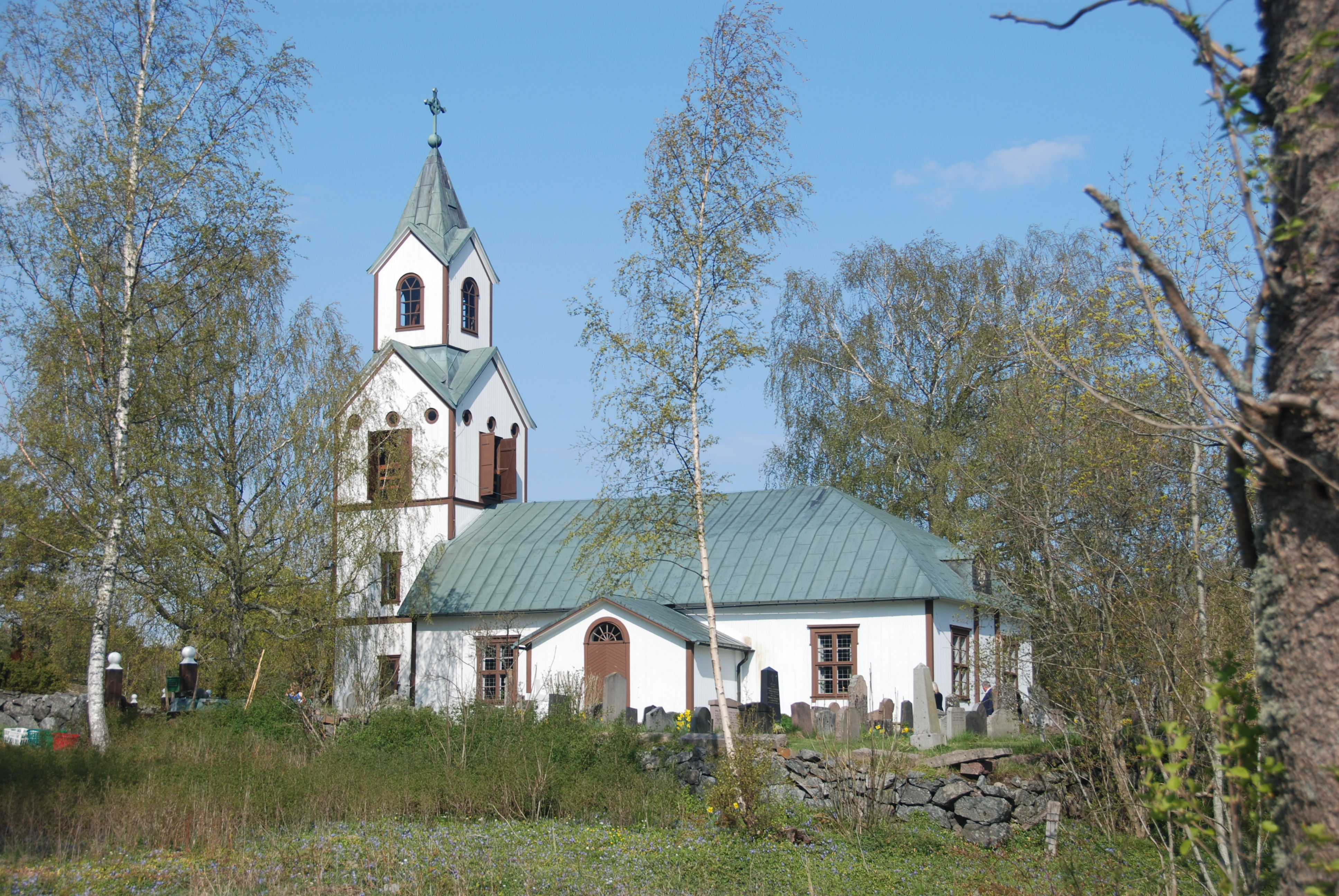
Möja kyrka

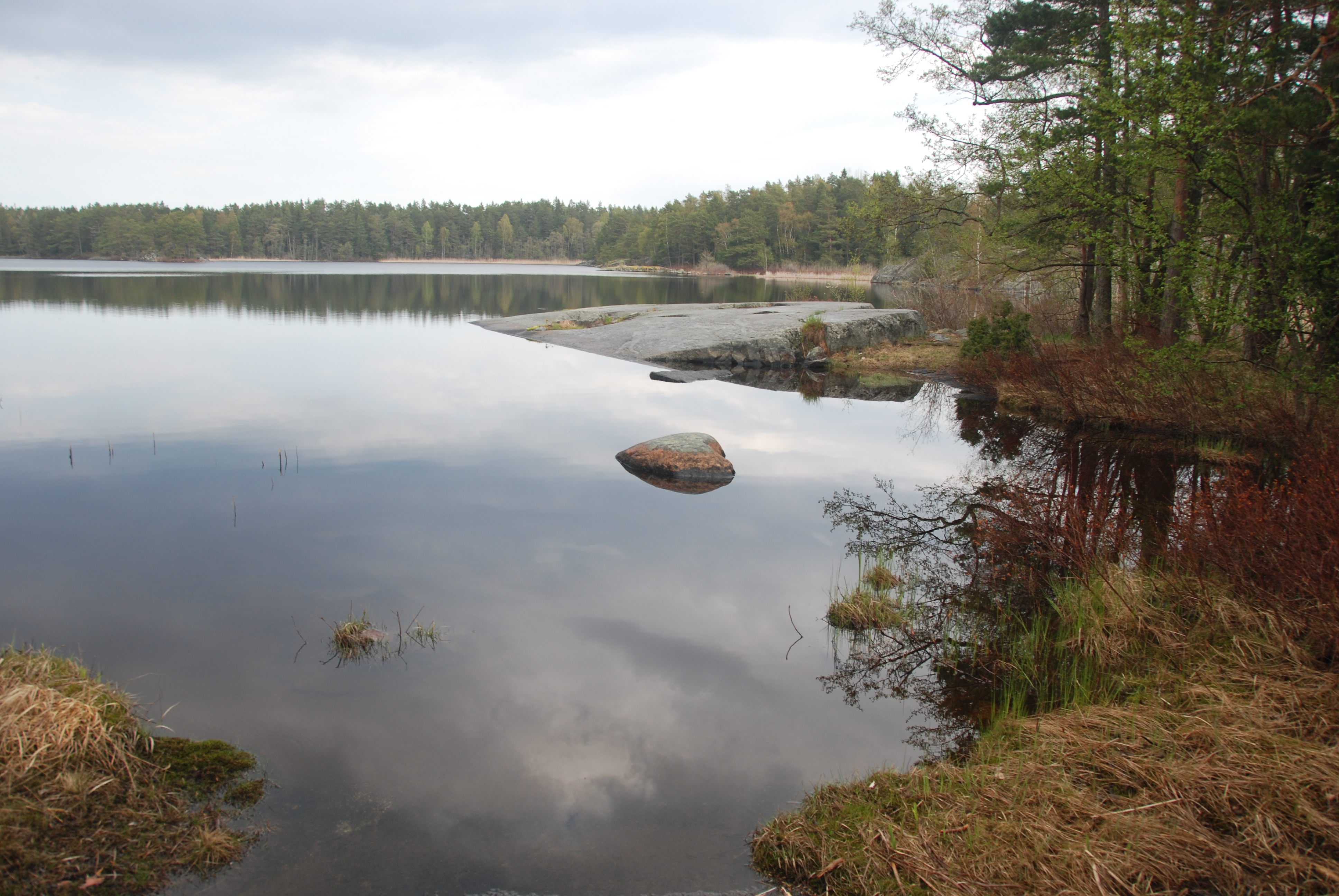
En av insjöarna med sötvatten på norra Möja

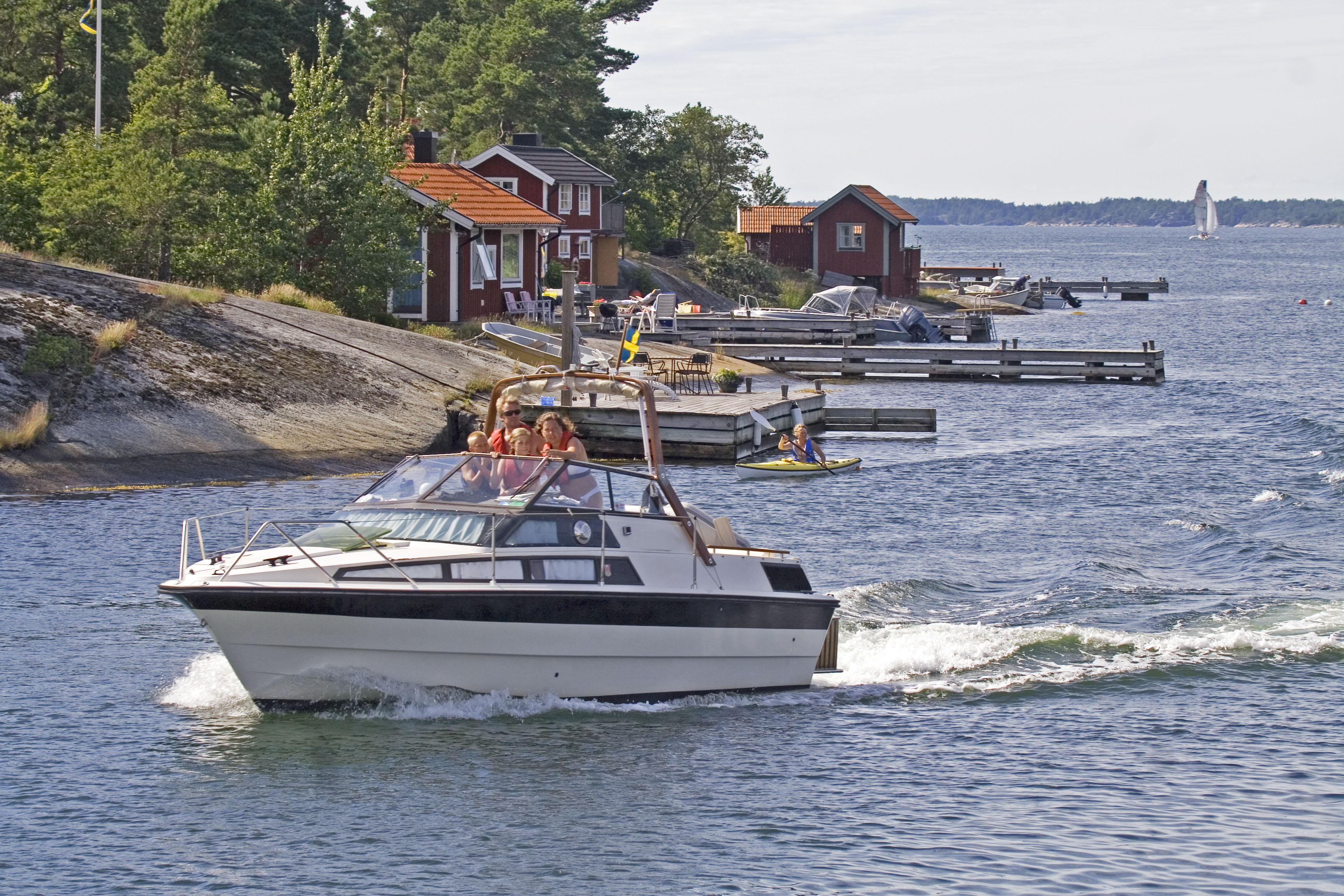
Sjönära fritidsbebyggelse och båtliv vid Möjaström.

Möja är en ö i den yttre delen av mellersta Stockholms skärgård. Den är huvudö för en grupp öar som kallas Möja-arkipelagen. Möja kallas även Stora Möja. Söder om Stora Möja ligger Södermöja. Öarna är åtskilda av sundet Möja ström. Möja ligger i Värmdö kommun.

## Historia
Möja omnämndes redan på 1200-talet i farledsbeskrivningen Kung Valdemars segelled under namnet Myghi. Namnet kan vara bildat till dialektordet moge, muga 'hög', 'massa' och kan syfta på ett avrundat berg mellan byarna Berg och Löka eller från det estniska ordet för berg (Mägi).
Rysshärjningarna 1719 drabbade ön hårt då alla byggnader utom kyrkan brändes ner. Ryssarna upprättade också ett etappläger på öns västra sida där ett tjugotal ryssugnar ännu finns kvar.
Möja ingick i Möja socken. Möja har haft en fast skärgårdsbefolkning sedan hundratals år. De bofasta försörjde sig på fiske, småskaligt jordbruk och diverse hantverkssysslor. Möjabor bedrev långt tillbaka i tiden omfattande fiske ute vid Nassa och Björkskärs skärgårdar. På 1950-talet efter andra världskriget började, liksom i övriga delar av Stockholms skärgård, den bofasta befolkningen stycka av mindre tomter från sina stamfastigheter som såldes för fritidsboende, en utveckling som fortgår än idag.

## Möjagubbar
Möja var även känt för sina jordgubbsodlingar. Stora mängder jordgubbar levererades sedan slutet på 1800-talet sommartid in till huvudstaden. Kulmen nåddes under 1940-talet.

## Dagens Möja
Befolkningen fördelar sig i huvudsak på byarna Långvik, Ramsmora, Norrsundshage, Löka, Berg och Hamn. Huvudhamnen med bränslestation, restauranger och livsmedelsbutiker ligger i byn Berg längst i söder på stora Möja, där ett flertal skärgårdsbåtar i reguljärtrafik angör, däribland båtar från Waxholmsbolaget och Cinderellabåtarna. Reguljär bilfärja finns inte, men lokal motortrafik förekommer på vägarna på ön, dock främst i form av terränggående fyrhjulingar och flakmopeder.
Gästhamnar finns i den inre delen Kyrkviken söder om Berg, vid Löka en dryg kilometer norr om Berg, i Ramsmora på mellersta samt i Långvik på norra Möja. Under sommarmånaderna juni-augusti ökar Möjas befolkning mångfalt av sommarboende
På Stora Möja finns skola, idrottshall, en Coop-butik, flera restauranger, gästhem, kyrka, hembygdsmuseum, skärgårdsgalleri, vandrarhem samt dansbana. Möja dansbana var tidigare känd för sitt vilda midsommarfirande och har besjungits av Cornelis Vreeswijk i Ångbåtsblues. Dansbanan sköts idag av Möja Kulturella Ungdomsrörelse och under sommaren avlöser bio (Möja bio), musikarrangemang och konserter varandra. Bland annat har artister som Sten och Stanley, Niklas Strömstedt, Lotta Engberg och Tommy Nilsson spelat här.
Konstnären Roland Svensson tillbringade mycket tid på Stora Tornö, strax utanför Långvik. Där hade han sin sommarvistelse och ateljé. Många av hans motiv föreställer möjaskärgårdens kobbar och skär under alla årets årstider. År 2014 byggdes och öppnades ett museum till minne av konstnären i Ramsmora på Möja .